# Dominique Méda
Pour les articles homonymes, voir Meda.
Dominique Méda, née le 17 juillet 1962 à Sedan, est une haute-fonctionnaire, philosophe et sociologue française. Ses travaux portent sur le travail, les politiques sociales, les indicateurs de richesse, les inégalités femme-homme dans l'emploi, et la transition écologique.
En 2010, elle fonde le Laboratoire de l'égalité professionnelle entre les femmes et les hommes.
Elle est co-présidente du Forum pour d'autres indicateurs de richesse depuis 2012, et présidente de l'Institut Veblen depuis 2020.

## Parcours personnel
Née le 17 juillet 1962 à Sedan, Dominique Méda fait ses études secondaires au lycée Pierre-Bayle avant d'entrer en hypokhâgne et en khâgne au lycée Henri-IV à Paris. 
Ancienne élève de l'École normale supérieure, promotion littéraire concours « Sèvres » en 1982 et de l’École nationale d'administration (ENA) de 1987 à 1989, agrégée de philosophie en 1985, elle est membre de l'Inspection générale des affaires sociales (IGAS) depuis 1989 et inspectrice générale des affaires sociales. 
Elle est responsable de la Mission animation de la recherche à la Direction de l'Animation de la Recherche, des Études et des Statistiques (DARES) de 1995 à 2005 puis directrice de recherches au Centre d'études de l'emploi et du travail. 
Elle obtient une habilitation universitaire en sociologie en 2009, à l'université Toulouse-Jean-Jaurès, Gilbert de Terssac étant son garant.
Depuis 2011, Dominique Méda est professeure de sociologie à l'université Paris-Dauphine, directrice de l'Institut de recherches interdisciplinaires en sciences sociales (IRISSO, UMR CNRS INRAE).
Elle est membre du jury de l'ENA (puis INSP) en 2020 (concours externe docteur), 2021 (concours interne) puis 2022 (concours externe).

## Travaux
Depuis 1993, date de son premier ouvrage collectif, Politiques sociales, écrit avec Marie-Thérèse Join-Lambert, Anne Bolot-Gittler, Christine Daniel et Daniel Lenoir, également membres de l'IGAS, Dominique Méda mène une réflexion philosophique et sociologique sur la place du travail dans nos sociétés, les rapports entre économie et politique, les instruments avec lesquels nous mesurons la richesse d'une société, la place des femmes dans l'emploi, le modèle social français et, depuis 2010, sur la transition écologique.

### Histoire philosophique du Travail
En 1995 paraît son premier livre sur le travail  : Le travail. Une valeur en voie de disparition ,. Elle propose une histoire philosophique du concept de travail en s'appuyant notamment sur les travaux de Jean-Pierre Vernant et Marie Noëlle Chamoux et en montrant les différentes étapes historiques au travers desquelles le concept moderne de travail a émergé : au XVIIIe siècle, le travail trouve son unité au prix d'une conception abstraite, marchande et détachable ; le XIXe siècle voit l'apparition sur la scène publique de la dimension de « liberté-créatrice du travail » bien représentée dans la philosophie allemande, mais aussi dans les œuvres de jeunesse de Marx ; à la fin du XIXe siècle, avec l'émergence de la société salariale, le travail devient le pivot du système de distribution des revenus, des droits et des protections. Méda montre que les contradictions existant entre ces différentes dimensions du travail, qui coexistent, sont légion. Au terme de cette histoire, le travail apparaît comme une norme, un fait social total, considéré comme le moyen individuel de réalisation de soi et le mode privilégié de création de lien social. L'ouvrage est un plaidoyer pour une réduction de la place du travail dans la vie individuelle et sociale ,. 

### Place des femmes dans l'emploi
Dominique Méda a également travaillé sur les questions d'égalité hommes/femmes au travail. Ses ouvrages récents sont consacrés à la place des femmes dans l'emploi. Ils constituent un plaidoyer pour un meilleur partage des tâches domestiques et parentales entre les hommes et les femmes et une meilleure conciliation entre vie professionnelle et vie familiale pour les hommes et les femmes, ainsi qu'une amélioration de la place des femmes dans l'emploi.

### Mesure de la richesse et critique du PIB
Plus largement, Dominique Méda interroge les rapports entre économie et politique et les instruments avec lesquels nous mesurons la richesse d'une société. En 1999, elle publie Qu'est-ce que la richesse ?, dans lequel elle met en évidence les limites du produit intérieur brut comme indicateur de richesse sociale et propose une politique de civilisation appuyée sur une nouvelle conception de la richesse et du progrès, et de nouveaux indicateurs. Pour Pierre-Olivier Monteil, « l'ouvrage est résolument tonique, critique, voire militant... ». Dominique Méda y fait intervenir une matière considérable pour tenter d'ébaucher des propositions concrètes sur le plan politique et syndical. Néanmoins, selon Monteil, le livre ne se départ pas d'une certaine ambiguïté en ce qui concerne certaines formulations et problématiques.

### Analyse du modèle social français
Elle effectue des comparaisons européennes en matière de modèle social et met ainsi en perspective le modèle français. Dans Faut-il brûler le modèle social français ? (2006), Dominique Méda et Alain Lefebvre analysent en profondeur les dysfonctionnements du modèle social français et les atouts du modèle nordique.
Entre 2008 et 2012, elle consacre ses recherches au rapport des Européens au travail, à l'évaluation critique du revenu de solidarité active, à la flexisécurité et aux réformes intervenues en matière de droit du travail, notamment à la mise en œuvre de la rupture conventionnelle du contrat de travail.

## Activités politiques et sociales
Après la victoire de Benoît Hamon à la primaire citoyenne de 2017, elle devient conseillère « travail » pour sa campagne présidentielle bien que ne partageant pas ses idées sur la disparition des emplois et la première version du revenu universel.
Elle soutient en 2018 le collectif européen Pacte Finance Climat, destiné à promouvoir un traité européen en faveur d'un financement pérenne de la transition énergétique et environnementale pour lutter contre le réchauffement climatique.
Depuis le 9 novembre 2020, elle est la présidente de l'Institut Veblen pour les réformes économiques.
Elle tient une chronique mensuelle dans le journal Le Monde. Sa chronique hebdomadaire dans Le pourquoi du comment sur France Culture prend fin en septembre 2024.

## Distinctions
- Membre associée de l'Académie royale de Belgique

### Décoration
- Officier de la Légion d'honneur, 2017[note 1]

## Ouvrages
- C'étaient les années Macron, Éd. Flammarion, 2022  (ISBN 978-2080289612)
- Dominique Méda, Isabelle Ferreras et Julie Battilana, Manifeste Travail : démocratiser, démarchandiser, dépolluer, Le Seuil, 2020
- Dominique Méda et Sarah Abdelnour, Les nouveaux travailleurs des applis, PUF/ La Vie des idées, 2019
- Dominique Méda et Florence Jany-Catrice, L'économie au service de la société : autour de Jean Gadrey, Les Petits matins, 2019.
- Dominique Méda, Eric Heyer et Pascal Lokiec, Une autre voie est possible, Flammarion, 2018.
- Dominique Méda, Isabelle Cassiers et Kevin Maréchal, Vers une société post-croissance : intégrer les défis écologiques, économiques et sociaux, éditions de l'Aube, 2017.
- Dominique Méda et Florence Jany-Catrice, Faut-il attendre la croissance ?, La Documentation française, 2016.
- Dominique Méda, Dominique Bourg et Alain Kaufman, L'Âge de la transition : en route pour la reconversion écologique, Institut Veblen/Les Petits matins, 2016.
- Dominique Méda et Pierre Larrouturou, Einstein avait raison : il faut réduire le temps de travail, Éditions de l'Atelier, 2016.
- Dominique Méda, Maëlezig Bigi, Olivier Cousin, Laetitia Sibaud et Michel Wieviorka, Travailler au XXIe siècle : des salariés en quête de reconnaissance, Robert Laffont, 2015.
- Dominique Méda, La mystique de la croissance : comment s'en libérer, Flammarion, 2013.
- Dominique Méda et Patricia Vendramin, Réinventer le travail, PUF, 2013.
- Dominique Méda, Thomas Coutrot, David Flacher et Dominique Méda, Pour en finir avec ce vieux monde : les chemins de la transition, Utopia, 2011.
- Dominique Méda, Travail, la révolution nécessaire, éditions de l'Aube, La Tour d'Aigues, 2010 (ISBN 978-2-8159-0036-2).
- André Gorz : Un penseur pour le XXIe siècle, Collectif sous la direction de Christophe Fourel, 2009, Éd. La Découverte,  (ISBN 978-2-7071-5697-6),
- Dominique Méda, Au-delà du PIB : pour une autre mesure de la richesse, Champs-Actuel, 2008.
- Dominique Méda et Évelyne Serverin, Le contrat de travail, La Découverte, coll. « Repères », 2008.
- Dominique Méda et Hélène Périvier, Le deuxième âge de l’émancipation, La République des idées, 2007.
- Dominique Méda et Alain Lefebvre, Faut-il brûler le modèle social français ?, Seuil, 2006.
- Dominique Méda, Peter Auer et Geneviève Besse, Délocalisations, normes du travail et politique d’emploi : vers une mondialisation plus juste ?, La Découverte, 2005.
- Dominique Méda, Françoise Milewski, Sandrine Dauphin, Nadia Kesteman, Marie-Thérèse Letablier, Françoise Nallet, Sophie Ponthieux et Françoise Vouillot, Les inégalités entre les femmes et les hommes : les facteurs de précarité, Rapport de mission remis à Madame Nicole Ameline, ministre de la Parité et de l’Égalité professionnelle, 2005, 339 p. (présentation en ligne, lire en ligne)
- Dominique Méda et Francis Vennat, Le travail non qualifié : perspectives et paradoxes, La Découverte, 2004.
- Dominique Méda, Le Travail, PUF, coll. « Que sais-je ? », 2004 (réimpr. 2022),  (ISBN 2130561179).
- Dominique Méda, Bernard Bruhnes, Denis Clerc et Bernard Perret, 35 heures : le temps du bilan, Desclée de Brouwer, 2001.
- Dominique Méda, Jean-Yves Kerbouc’h, Christophe Willmann et Rachel Beaujolin-Bellet, Le salarié, l’entreprise, le juge et l’emploi, Cahier Travail emploi, La Documentation française, 2001.
- Dominique Méda, Le Temps des femmes : pour un nouveau partage des rôles, Flammarion, 2001 (réimpr. 2002,2008).
- Dominique Méda, Qu’est-ce que la richesse ?, Aubier, coll. « Alto », 1999 (réimpr. 2000).
- Dominique Méda, Travail, une révolution à venir, Mille et une nuits/Arte Éditions, 1997Entretien avec Juliet Schor
- Dominique Méda, Le partage du travail : problèmes sociaux, La Documentation française, 1997.
- Dominique Méda, Le travail : une valeur en voie de disparition, Aubier, coll. « Alto », 1995 (réimpr. 1998).
- Dominique Méda, Marie-Thérèse Join-Lambert, Anne Bolot-Gittler, Christine Daniel et Daniel Lenoir, Politiques sociales, en collaboration, FNSP/Dalloz, 1993 (réimpr. 1997).